# Suyen Barahona
Suyén Barahona Cuan es una activista nicaragüense. 
De 2017 a 2023 fue presidenta  de Unión Demócrata Renovadora (Unamos), partido político de oposición sucesor del Movimiento Renovador Sandinista. También es miembro del grupo de oposición Unidad Nacional Azul y Blanco que se formó tras el estallido de protestas contra el gobierno en abril de 2018. En junio de 2021 fue detenida junto a otros opositores y precandidatos a presidente en las elecciones generales de Nicaragua de 2021.

## Biografía
Barahona es licenciada en relaciones internacionales. Es defensora de causas feministas y ambientales, y en 2017 fue elegida presidenta de Unamos (sucesor del Movimiento Renovador Sandinista tras la revocación de su personería jurídica). Participó activamente en las manifestaciones que pedían justicia para los asesinados y encarcelados desde las protestas que comenzaron en abril de 2018. Ella y su predecesora en el MRS, Ana Margarita Vijil, fueron arrestadas en una protesta en Camino de Oriente en Managua el 20 de octubre de 2018.
Desde entonces, Barahona se ha unido al grupo de oposición Unidad Nacional Azul y Blanco (UNAB) y a la Coalición Nacional de grupos de oposición, los cuales surgieron a raíz de las protestas de 2018.
Como presidenta de Unamos, en febrero de 2021, acudió a los tribunales para impugnar la constitucionalidad de la Ley 1042, conocida como “Ley Mordaza”, que el parlamento controlado por el FSLN aprobó en octubre de 2020, la cual otorgó al gobierno amplios poderes para reprimir a la disidencia online como “ciberdelincuencia”.
El 13 de junio de 2021 Barahona fue arrestada, por parte del gobierno de Daniel Ortega, junto con otros precandidatos de la oposición a la presidencia en las elecciones de noviembre, así como junto a otras figuras de la oposición y líderes cívicos. Dejó un video que decía: “Si estás viendo este video, es porque la policía allanó mi casa y me secuestró como lo han hecho con otros”.
El mismo día fueron arrestados los integrantes de Unamos Dora María Téllez y Ana Margarita Vijil y el vicepresidente de Unamos Hugo Torres Jiménez. Torres y Téllez fueron ex sandinistas y figuras importantes en la revolución que derrocó a la dictadura de Somoza.  Fueron investigados bajo la controvertida Ley 1055, aprobada en diciembre de 2020, que permite al gobierno detener a cualquier persona que designe como "traidor a la patria".  
Como presa política, Suyén Barahona, Presidenta de UNAMOS, fue condenada a ocho años de cárcel más la inhabilitación para ejercer cargos públicos.
Se le otorgó el premio de los Derechos Humanos “por sus méritos como defensora de los derechos humanos y luchadora política de la democracia”  entregado por la Alianza Progresista.
Fue puesta en libertad el 9 de febrero de 2023 junto con 221 reos políticos más, 606 días después de su encarcelamiento en 2021. Una acción ordenada por el régimen Ortega Murillo a lo que denominaron "deportación inmediata" y una vez fuera de la Dirección de Auxilio Judicial conocido popularmente como "El Chipote", le ordenaron subir a un avión sin saber a donde se dirigía  y fue trasladada directamente a Washington.
Además se le despojó de su nacionalidad y fueron confiscados sus bienes. El gobierno de España le concedió la ciudadanía para que no quedara en situación de apátrida
En 2023 fue elegida por la Open Society Foundations (OSF) para administrar la Women Political Leadership Foundation que sirve de apoyo al liderazgo de mujeres demócratas, activistas de derechos humanos y feministas.

## Vida personal
Barahona está casada con César Dubois y tiene un hijo.